# ثقافة أذربيجان

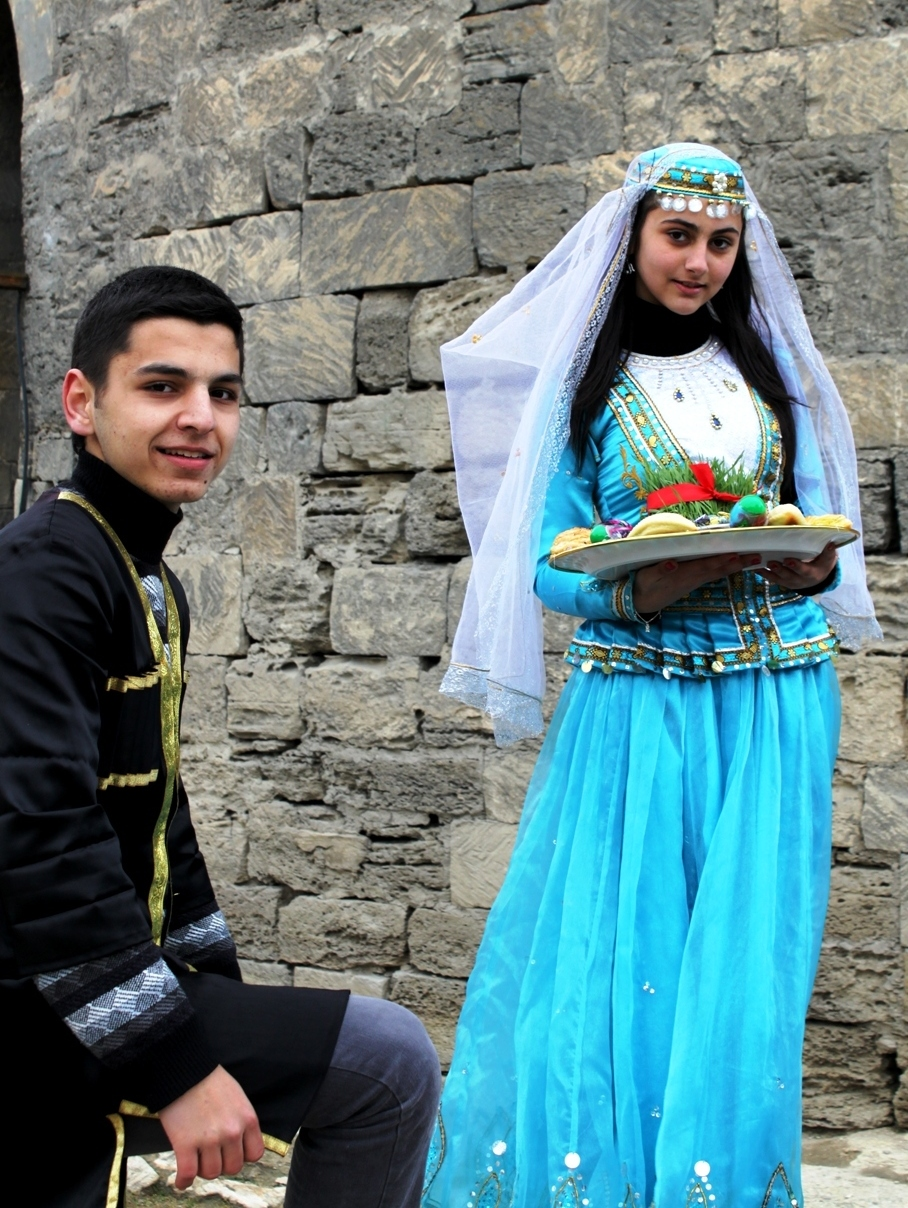
الشباب الأذري محتفلاً بعيد النيروز.

تطورت الثقافة الأذربيجانية تحت تأثير عوامل عديدة. حالياً، التأثيرات الغربية قوية بما في ذلك ثقافة الاستهلاك المعولمة.
يتكون الشعب الأذربيجاني من الأذريين، وكذلك من مجموعات عرقية تعيش في مناطق مختلفة من البلاد. اللباس الأذربيجاني الوطني والتقليدي هو تشوخا وباباخي. هناك برامج إذاعية عبر المذياع باللغات الروسية والأرمنية والجورجية والكردية والليزغينية والتاليش والتي تمولها ميزانية الدولة.> بعض المحطات الإذاعية المحلية في بالاكن وخاشماز تذيع بالأفار والتات. تنشر عدة صحف في باكو باللغات الروسية والكردية (كردية دنغية) والليزغينية (سمور) والتاليش. تنشر المؤسسة اليهودية «سوخنوت» صحيفة عزيز.

## التعليم
في العصر السوفياتي، تراجعت مستويات الأمية إلى أدنى مستوياتها على الإطلاق، على الرغم من تبديل الأبجدية مرتين، من العربية إلى اللاتينية في عشرينيات القرن العشرين ومن اللاتينية إلى السيريلية في الثلاثينيات منه. وفقاً للبيانات السوفياتية، وصل معدل محو الأمية إلى 100% بين الذكور والإناث (الذين تتراوح أعمارهم بين 9 و49 سنة) في عام 1970.
منذ الاستقلال، شهد نظام التعليم الأذربيجاني تغيراً هيكلياً بسيطاً. شملت التعديلات الأولية إعادة التعليم الديني (المحظور خلال الحقبة السوفياتية)، وتغييرات في المناهج الدراسية التي أعادت استخدام اللغة الأذربيجانية وقضت على محتواه العقائدي. بالإضافة إلى المدارس الابتدائية، تشمل المؤسسات التعليمية الآلاف من الحضانات والمدارس الثانوية العامة والمدارس المهنية، بما في ذلك المدارس الثانوية والمدارس الفنية المتخصصة. التعليم إلزامي حتى الصف الثامن.

## العمارة

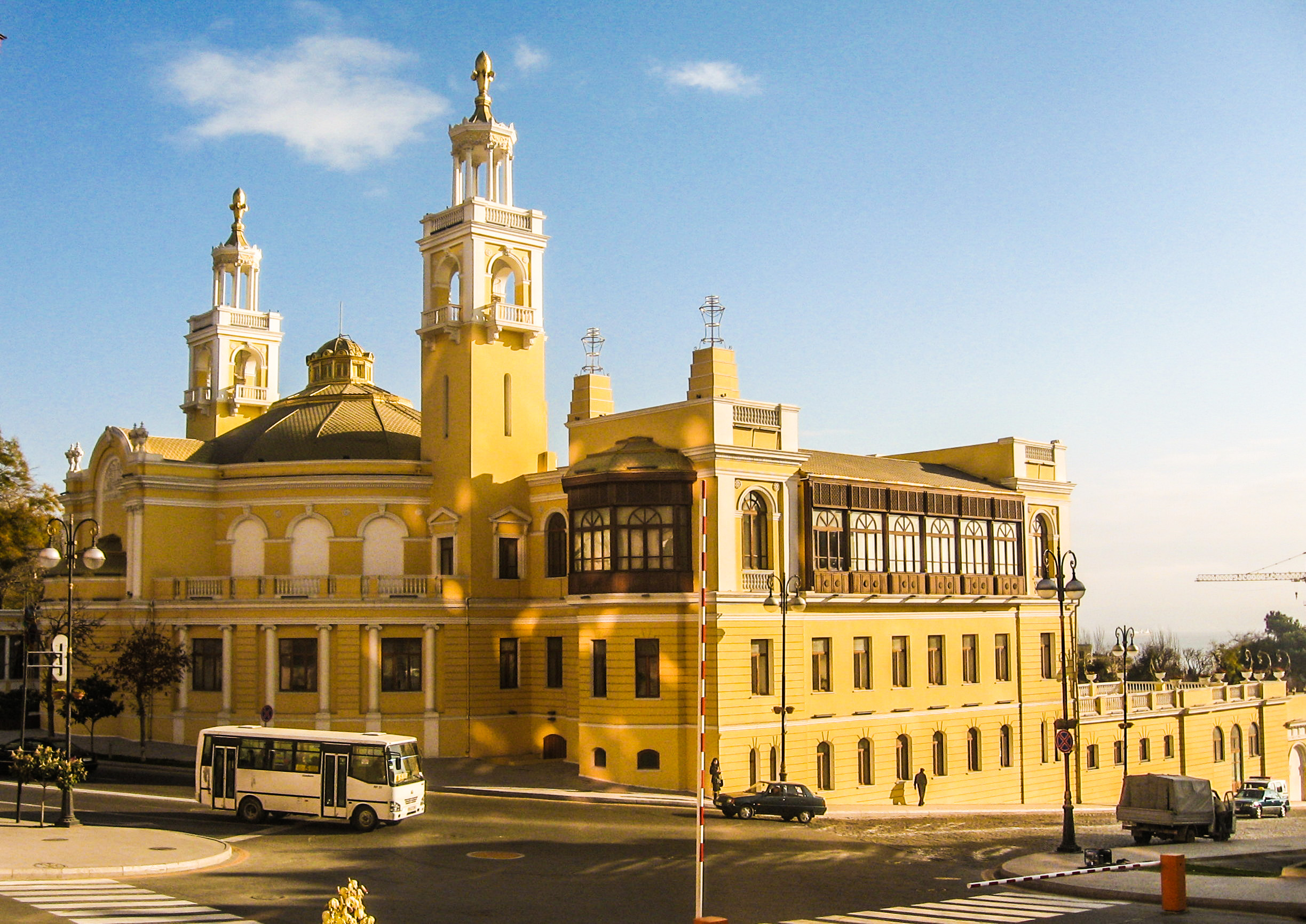
قاعة أوركسترا باكو.

تجمع العمارة الأذربيجانية عادة بين عناصر من الشرق والغرب. العديد من التحف المعمارية القديمة مثل برج العذراء وقصر الشيروانشاهات في المدينة المسورة في باكو لا تزال حية حتى الآن. تشمل المواقع المدرجة على قائمة مواقع التراث العالمي لليونسكو محمية غوبوستان ومعبد النار في باكو وضريح مومين خاتون وقصر خانات شاكي في شكي.
من بين الكنوز المعمارية الأخرى من العصور الوسطى التي تعكس تأثير عدة مدارس قصر شاهات شيروان في باكو وقصر خانات شكي في بلدة شكي في شمال وسط أذربيجان ومعبد سوراخاني في شبه جزيرة أبشيرون وعدد من الجسور الممتدة على نهر أراس وعدد من الأضرحة. في القرنين التاسع عشر وأوائل العشرين، ظهرت قلة من العمارة المتميزة، لكن أنشئت مساكن متميزة في باكو ومناطق أخرى. من بين الآثار المعمارية الأخيرة، يشتهر مترو الأنفاق في باكو بالتصميم الفخم.

## السينما

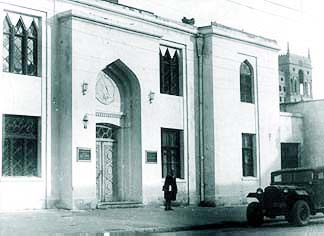
أول استوديو تصوير في باكو.

تعود صناعة السينما في أذربيجان إلى عام 1898. في الواقع، كانت أذربيجان من أوائل الدول المشاركة في صناعة السينما. لم يكن الأخوان الفرنسيان لوميير على علم بمدى ما أطلقاه في مجال تسجيل الصور المتحركة في باريس في 28 ديسمبر 1895 وعن سرعة تطور التقنية في هذا المجال. اخترع هؤلاء الأخوان جهازاً حازوا به على براءة اختراع في فبراير 1895 وأطلقا عليه سينماتوغراف (والتي اشتق منها مصطلح «صناعة السينما»).
لا يستغرب ظهور ذلك الجهاز في وقت قريب بعد ذلك في باكو - في نهاية القرن التاسع عشر، حيث أنها مدينة تقع على خليج في بحر قزوين وتنتج أكثر من 50% من إمدادات العالم من النفط. وكما هو الحال اليوم، جذبت صناعة النفط الأجانب الحريصين على الاستثمار والعمل.
في سنة 1919، وفي عهد جمهورية أذربيجان الديمقراطية، تم تصوير الفيلم الوثائقي «الاحتفال بالذكرى السنوية لاستقلال أذربيجان» في يوم استقلال البلاد في 28 مايو وعرض لأول مرة في يونيو 1919 في عدة مسارح في باكو.
بعد تأسيس السلطة السوفياتية في سنة 1920، وقع ناريمان ناريمانوف وهو رئيس اللجنة الثورية في أذربيجان مرسوماً بتأميم السينما في أذربيجان.
في عام 1991، وبعد أن نالت أذربيجان استقلالها عن الاتحاد السوفياتي، عقد أول مهرجان سينمائي دولي في باكو. في ديسمبر 2000، وقع رئيس أذربيجان السابق حيدر علييف مرسوماً يحدد 2 أغسطس عطلة مهنية لصناع السينما في أذربيجان.
الآن وبعد انحلال الاتحاد السوفياتي، يتعامل السينمائيون الأذربيجانيون مع قضايا مشابهة لتلك التي واجهها السينمائيون قبل إنشاء الاتحاد السوفياتي في سنة 1920. ومرة أخرى يعود اختيار المحتوى ورعاية الأفلام إلى مبادرة الصانعين.

## المطبخ

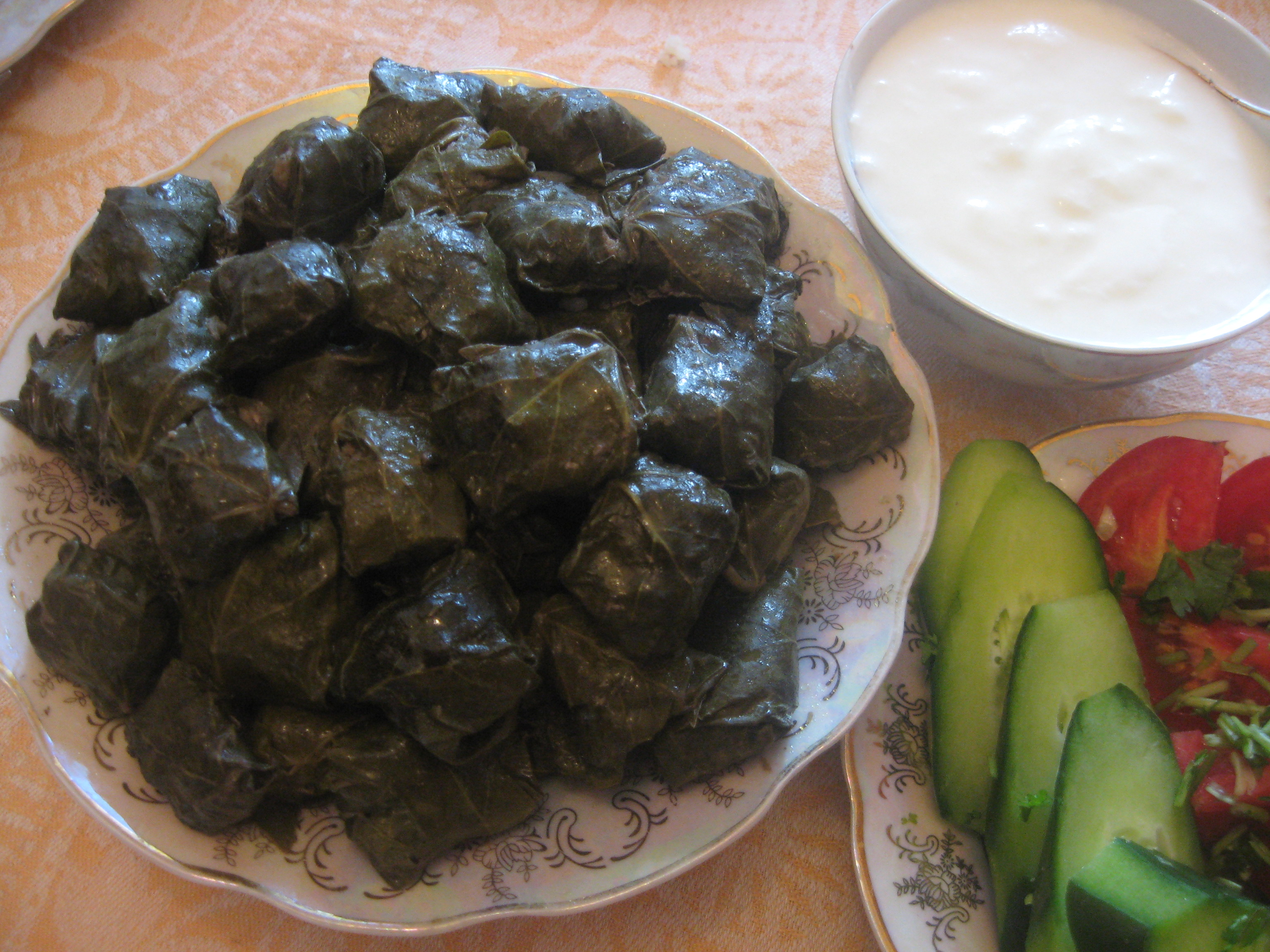
يبرق ورق العنب الأذربيجاني. تشتهر عدة أنواع من ورق العنب أو الدولما في أذربيجان.

تأثر المطبخ الأذربيجاني على مر القرون بالأطعمة من مختلف الثقافات بسبب الحراك السياسي والاقتصادي في أذربيجان. مع ذلك، يمتلك المطبخ الأذربيجاني اليوم خصائص مميزة وفريدة من نوعها. تنتشر الكثير من الأطعمة الأصلية من أذربيجان في البلدان المجاورة حاليًا، أما بالنسبة للأذربيجانيين، فالطعام جزء مهم من ثقافة البلاد وتضرب جذوره عميقاً في تقاليد وتاريخ وقيم الأمة.
يشتهر المطبخ التقليدي بوفرة الخضروات التي تستخدم موسمياً في الأطباق المحلية. الأعشاب الطازجة، بما في ذلك النعناع والكزبرة والشبت والريحان والبقدونس والطرخون والكراث والثوم المعمر والزعتر والمردقوش والبصل الأخضر والجرجير ذات شعبية كبيرة وغالباً ما تصاحب الأطباق الرئيسية على المائدة.
المطبخ في أذربيجان جزء مهم من ثقافة البلاد. ينعكس تنوع الظروف المناخية وخصوبة الأرض في الأطباق الوطنية والتي تقوم على الأسماك من بحر قزوين واللحوم المحلية (لحم الضأن ولحم البقر بشكل رئيسي) ووفرة الخضار الموسمية والخضر. بلو أرز الزعفران هو الغذاء الرئيسي في أذربيجان والشاي الأسود هو المشروب الوطني.

## الرقص الشعبي
هناك عدد من الرقصات الأذربيجانية، وتتميز هذه الرقصات الشعبية بقدمها وبكونها إيقاعية للغاية. تشاهد هذه الرقصات في الاحتفالات الرسمية حيث يرتدي الراقصون الملابس التقليدية أو عباءات تشوكا. تمتاز الموسيقى بإيقاعها السريع جداً لذلك يجب أن يتمتع المؤدي بالمهارة. تعكس الرقصات في أذربيجان هوية البلاد الوطنية. تختلف هذه الرقصات عن غيرها بإيقاعها السريع وبتفاؤلها وهذا ما يعكس جرأة البلاد. يحافظ على اللباس التقليدي بشكل جيد في الرقصات الوطنية.
أذربيجان بلد حفظت تقاليدها الوطنية وهنالك العديد منها. عيد النوروز (نوروز تعني «يوم جديد») هو أقدم أعياد البلاد ويدل على قدوم السنة الجديدة والربيع، ويحتفل به في يوم الاعتدال الربيعي (21-22 مارس)، وهو رمز لتجدد الطبيعة والخصوبة. تحتفل الشعوب الزراعية في منطقة الشرق الأوسط بالنوروز منذ العصور القديمة.

## الفن الشعبي

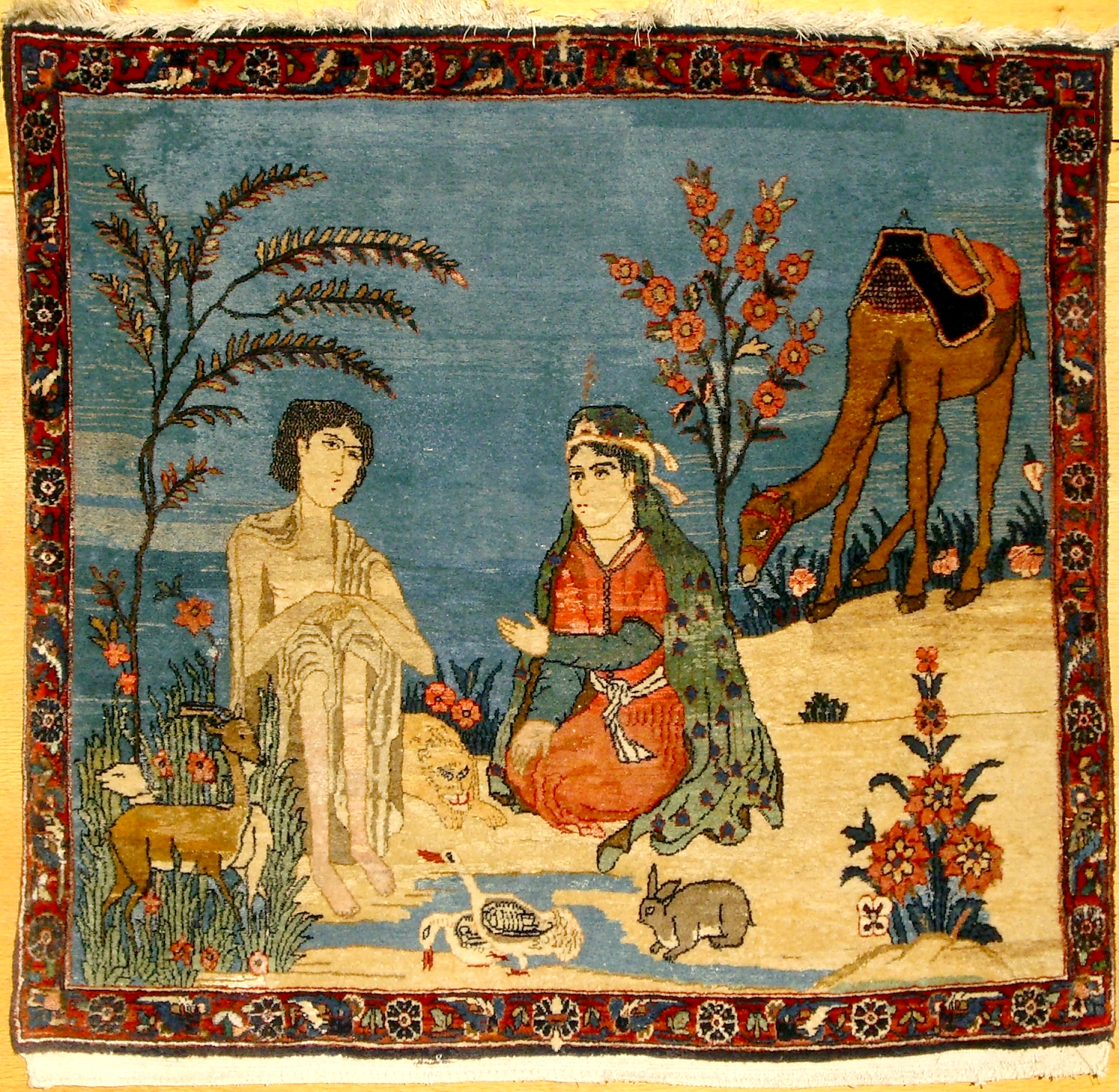
سجادة أذربيجانية مبنية على قصة مجنون ليلى لنظامي الكنجوي من القرن الثاني عشر الميلادي.

يمتلك الأذريون ثقافة غنية متميزة ينتمي جزء كبير منها للفنون الزخرفية والتطبيقية. يتجسد هذا النوع من الفن من خلال مجموعة واسعة من الصناعات اليدوية مثل المجوهرات والنقش على المعادن ونحت الحجر والخشب والعظام وصنع السجاد ونمط النسيج والطباعة والحياكة والتطريز. كل هذه الأنواع من الفنون الزخرفية انعكاس لثقافة الأمة الأذربيجانية.
تعد السجادة الأذربيجانية من المنسوجات اليدوية التقليدية من مختلف الأحجام والتي تختلف أنماطها وفقاً لمناطق أذربيجان. في نوفمبر 2010، صنف السجاد الأذربيجاني ضمن روائع التراث الثقافي غير المادي لليونسكو. عرفت أذربيجان منذ القدم كمركز لمجموعة كبيرة ومتنوعة من الحرف اليدوية. تشهد أعمال الحفر الأثرية في أراضي أذربيجان على الزراعة المتطورة وتربية المواشي والعمل بالمعادن والفخار والسيراميك وأخيراً وليس آخراً صناعة السجاد التي تعود إلى الألف الثالث أو الثاني قبل الميلاد. يمكن تصنيف العديد من المجموعات الفرعية ضمن فئة السجاد الأذربيجاني. ترتبط البحوث العلمية الحقيقية حول السجاد الأذربيجاني باسم لطيف كريموف وهو عالم بارز وفنان. صنف كريموف السجاد الأذري ضمن أربع مجموعات كبيرة تتناسب مع أربعة مناطق جغرافية في أذربيجان وهي غوبا شيروان وكنجة كازاخ وقره باغ وتبريز.

## الموسيقى

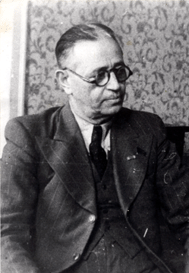
عزير حجيبكوف، قام بدمج تقاليد الموسيقى الأذرية مع الموسيقى الغربية في أوائل القرن العشرين.

بنيت الموسيقى الأذربيجانية على التقاليد الشعبية التي تعود إلى ما يقرب من 1000 سنة. تطورت الموسيقى الأذربيجانية عبر الرثاء من خلال خلق ألحان متنوعة متوازنة. تمتلك الموسيقى في أذربيجان نظاماً متعدداً، حيث للجداول الكبرى والصغرى واختلافاتها أهمية رئيسية. وفقاً لقاموس غروف للموسيقى والموسيقيين «من حيث الثقافة والعرق والدين الأذريون أقرب بكثير موسيقياً إلى إيران منهم إلى تركيا».
المقام والميكانا وفن العاشق هي واحدة من التقاليد الموسيقية العديدة في أذربيجان. عادة ما يتركب المقام من الشعر والفواصل الموسيقية. يقوم مؤدوا المقام بتجسيد مشاعرهم في الغناء والموسيقى. يعتبر مغني المقامات عليم قاسموف أحد أفضل خمس مؤدي مقامات على مر العصور. على النقيض من تقاليد المقامات في بلدان آسيا الوسطى فإن المقام الأذري ذو شكل أكثر حرية وأقل جموداً. غالباً ما يقارن بالجاز المرتجل. أعلنت اليونسكو تقليد المقامات الأذرية من روائع التراث الشفهي وغير المادي للبشرية في 7 نوفمبر 2003.
الميكانا هو نوع من الموسيقى التقليدية الشعبية الأذرية المتميزة التي يؤديها عادة عدة أشخاص ارتجالياً في موضوع معين. من بين الآلات الموسيقية الوطنية هناك أربعة عشر آلة وترية وثمانية آلات إيقاعية وستة آلات نفخ.
يجمع «العاشق» بين الشعر والقص والرقص والموسيقى والصوتيات في فن تقليدي يعتبر رمزاً للثقافة الأذربيجانية. هو تروبادور صوفي أو شاعر رحال يغني ويعزف على الساز. تعود أصول هذا التقليد إلى المعتقدات الشامانية للشعوب التركية القديمة. أغاني العاشق شبه مرتجلة حول الأسس المشتركة. أدرج فن العاشق الأذري في قائمة التراث الثقافي غير المادي من قبل اليونسكو في 30 سبتمبر 2009.
شاركت أذربيجان لأول مرة في مسابقة الأغنية الأوروبية عام 2008، وحلت ثامنة من بين 43 متسابق. أما مشاركة البلاد في مسابقة الأغنية الأوروبية 2009 من خلال آيسل تيمورزاده وآرش لباف فوضعتها ثالثاً.

## الأدب

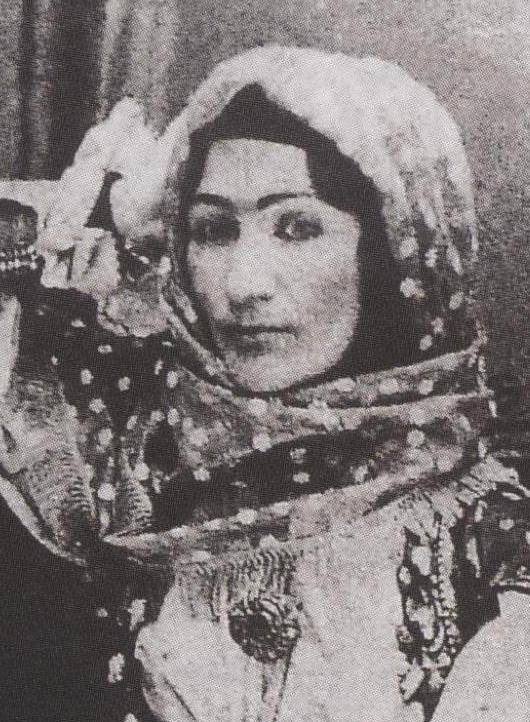
خورشيد بنو نطوان، ابنة الحاكم الأخير لخانة قره باغ، تعتبر إحدى أهم الشاعرات الغنائيات في أذربيجان.

يُعتبر «حسن أوغلو» أو «بير حسن الأصفارايني» أوّل أديب أذري معروف، حيث ألّف ديوانًا شعريًا غزليًا باللغتين الفارسية والتركية، ومن المعروف عنه أنه استعمل اسمه المستعار في أشعاره الفارسية، بينما استعمل اسمه الحقيقي «حسن أوغلو» في أشعاره التركية.
كُتبت الأعمال الأدبية الأذرية التقليدية خلال القرن الرابع عشر، وذلك بلهجات تبريز وشيروان القديمة، ومن الشعراء المعروفين في تلك الفترة: غازي برهان الدين، وجهان شاه قره قویونلو «حقيقي»، وبرز في أواخر ذلك القرن علي عماد الدین نسیمي، وهو أحد أكبر الشعراء الحروفيين الترك في تلك الفترة، وأوّل من نظم الدواوين بالتركية، كذلك له دواوين أخرى بالعربية والفارسية. تطوّرت النظم الشعرية الغزلية والديوانية في العصور اللاحقة بعد وفاة النسيمي، وذلك بفضل ما أُدخل عليها من تحسينات من قبل شعراء وأدباء كبار أمثال قاسم الأنور ومحمد بن سليمان "الفضولي" والشاه إسماعيل الصفوي. ظهر في أذربيجان وبلاد فارس خلال تلك الحقبة عدد من الروايات والمؤلفات الملحمية، مثل «کتاب دده كركود» الذي كُتب خلال القرن الخامس عشر، ويتألف من مخطوطتين طُبعتا في القرن السادس عشر، وفيه 12 قصة تتحدث عن حياة قبائل الترك الأوغوز الرحّل. تطوّر الأدب الأذري بشكل أكبر مع إدخال نمط «العاشق» إلى الأشعار، ويرجع الفضل في ذلك إلى الشاه إسماعيل الصفوي، الذي كتب ما يفوق 1400 قصيدة باللغة الأذرية، تحت الاسم المستعار «خطائي».
اقتبس عدد من الشعراء أعمال من سبقهم، مثل محمد بن سليمان، خلال القرنين السابع عشر والثامن عشر، وأضافوا إليها فصولاً وأقسامًا جديدة، وابتكروا من خلالها قصصًا أخرى، مثل «ملحمة ابن الأعمى» (بالأذرية: Koroğlu dastanı)، التي توجد منها عدّة مخطوطات في أكاديمية العلوم الوطنية في أذربيجان. يُكتب الأدب الأذري المعاصر باللكنة الشيروانية بشكل رئيسي، وكذلك باللكنة التبريزية في إيران.

## الرياضة

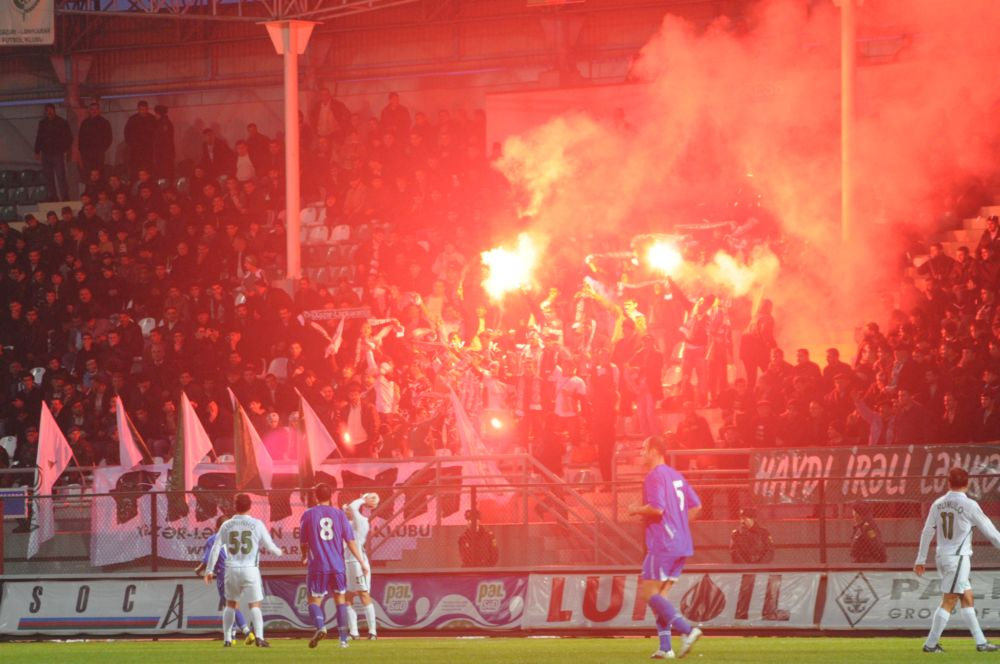
مشجعو خزر لانكاران خلال إحدى المباريات.

الرياضة في أذربيجان ذات جذور قديمة، ولا تزال تمارس حتى الآن الرياضات التقليدية والحديثة. تعتبر المصارعة الحرة تقليدياً الرياضة الوطنية في أذربيجان، لكن اليوم، أكثر الرياضات شعبية في أذربيجان هما كرة القدم والشطرنج.
لعبة الطاولة ذات جذور قديمة في الإمبراطورية الفارسية، وتلعب دوراً رئيسياً في الثقافة الأذربيجانية. تحظى هذه اللعبة بشعبية كبيرة في أذربيجان، وتمارس على نطاق واسع بين الجمهور المحلي. هناك أيضاً أشكال مختلفة من لعبة الطاولة التي طورها وحللها الخبراء من أذربيجان.

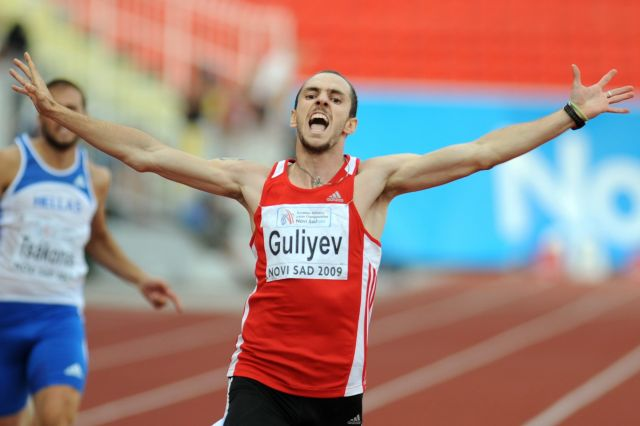
راميل غولييف وهو أحد أشهر لاعبي القوى الأذريين.

تعرف أذربيجان بكونها واحدة من القوى العظمى في لعبة الشطرنج، وعلى الرغم من انهيار الاتحاد السوفيتي لا تزال الشطرنج ذات شعبية كبيرة. من أبرز لاعبي الشطرنج في أذربيجان تيمور رجبوف وشهريار محمدياروف وفلاديمير ماكوغونوف وغاري كاسباروف وفقار هاشيموف وزينب محمدياروف. استضافت أذربيجان العديد من البطولات والمسابقات الدولية في الشطرنج، ونالت بطولة الفريق الأوروبي للشطرنج في سنة 2009.
كرة القدم داخل الصالات هي لعبة أخرى ذات شعبية في أذربيجان. بلغ المنتخب الوطني لكرة الصالات المركز الرابع في بطولة كرة القدم الأوروبية داخل الصالات لعام 2010، بينما انتزع النادي المحلي اراز ناخيتشيفان الميدالية البرونزية في الكأس الأوروبية لكرة الصالات في موسم 2009-2010.
من بين الرياضيين الأذريين الآخرين نامق عبد اللاييف وروفشان بيرموف وماريا ستادنيك وفريد منصوروف في المصارعة وراميل غولييف في ألعاب القوى وإلنور محمدلي ومولود ميرالييف في الجودو ورافاييل أغاييف في رياضة الكاراتيه وفاليريا كوروتينكو وناتاليا مامادوفا في الكرة الطائرة وزابيت ساميدوف في الكيك بوكسينغ ون.

## الإجازات الرسمية
| التاريخ                      | الاسم بالعربية        | الاسم بالأذرية                                    | ملاحظات |
| ---------------------------- | --------------------- | ------------------------------------------------- | --- |
| 1 - 2 يناير                  | رأس السنة الميلادية   | Yeni il                                           | يومان |
| 20 يناير                     | يوم الحداد الوطني     | Qara Yanvar                                       | ذكرى السبت الأسود (1990) عندما دخلت القوات السوفياتية العاصمة باكو وقتلت ما يزيد عن 180 مدنيًا. كذلك يُحتفل فيه بذكرى ضحايا صراع ناغورني قره باغ (1988).                                              |
| 8 مارس                       | اليوم الدولي للمرأة   | Qadınlar günü                                     | يوم واحد |
| 19 - 27 مارس                 | عيد النوروز (النيروز) | Novruz                                            | أسبوعين وخمسة أيام (بداية من عام 2011) |
| 9 مايو                       | يوم النصر             | Faşizm üzərində qələbə günü                       | ذكرى انتصار الإتحاد السوفياتي على ألمانيا النازية في الحرب العالمية الثانية. |
| 10 مايو                      | يوم الزهور            |                                                   | الاحتفال بولادة الرئيس السابق حيدر علييف (1923-2003). |
| 28 مايو                      | عيد الجمهورية         | Respublika günü                                   | ذكرى تأسيس جمهورية أذربيجان الديمقراطية (1918). |
| 15 يونيو                     | يوم الخلاص الوطني     | Azərbaycan xalqının Milli Qurtuluş günü           | ذكرى دعوة البرلمان حيدر علييف ليقود البلاد ويتولى الرئاسة (1993). |
| 26 يونيو                     | عيد الجيش والبحرية    | Azərbaycan Respublikasının Silahlı Qüvvələri günü | |
| 12 نوفمبر                    | عيد الدستور           | Konstitusiya günü                                 | 12 نوفمبر، سنة 1995 |
| 31 ديسمبر                    | يوم التضامن العالمي   | Dünya azərbaycanlıların həmrəyliyi günü           | بعد سقوط جدار برلين، دعت الجبهة الشعبية الأذربيجانية إلى إزالة الحدود بين أذربيجان السوفياتية وإيران بتاريخ 31 ديسمبر، 1989. ومنذ ذلك الحين، اعتبر الآذر حول العالم هذا اليوم رمزًا لتضامن الأذريين. |
| 1 و2 شوال (تقويم هجري)       | عيد الفطر             | Ramazan Bayramı                                   | يومان |
| 10 و11 ذو الحجة (تقويم هجري) | عيد الأضحى            | Qurban Bayrami                                    | يومان |

## وصلات خارجية
- Azerbaijan.az
- Azerbaijan.az - General Information on Azeri Culture